# Abbaye d'Aulne (bière)
Pour les articles homonymes, voir Abbaye d'Aulne (homonymie).
L'Abbaye d'Aulne est une bière d'abbaye belge brassée à la brasserie du Val de Sambre à Gozée dans la commune de Thuin en Hainaut (Région wallonne de Belgique).

## Historique
Depuis le Moyen Âge, les moines de l'abbaye d'Aulne brassaient deux sortes de bières. En 1752, un incendie détruisit la brasserie qui fut reconstruite en 1796. Mais, avant 1850, les activités brassicoles de l'abbaye avaient complètement cessé.
La bière Abbaye d'Aulne fait sa réapparition en 1954 et est exploitée par Monsieur François Leveau brasseur détaillant à Marchienne-au-Pont, qui en a déposé la marque et la propriété. Elle est alors brassée à Dinant. Ensuite, elle est successivement produite par la brasserie Bavery à Couillet, la brasserie De Smedt devenue brasserie Affligem à Opwijk Mr François Leveau a vendu la marque en 1996 et la bière a été brassée à la brasserie des Amis Réunis à Saint-Amand-les-Eaux en France.
Depuis juin 2000, les bières de l'Abbaye d'Aulne sont à nouveau brassées au sein du site des ruines cisterciennes de l'Abbaye d'Aulne et plus particulièrement dans les anciennes écuries datant du XVIIIe siècle qui furent restaurées dès 1998.

## Produits
Les bières d'abbaye reconnues de la marque Abbaye d'Aulne parfois appelées ADA se déclinent en quatre variétés.
- Abbaye d'Aulne Blonde titrant 6 % Alc. Vol.
- Abbaye d'Aulne Brune titrant 6 % Alc. Vol.
- Abbaye d'Aulne Premier Cru titrant 9 % Alc. Vol.
- Abbaye d'Aulne Cuvée Royale titrant 9 % Alc. Vol.